# Dimitri Fautrai
Dimitri Fautrai (ur. 24 lutego 1986) – gwadelupski piłkarz występujący na pozycji pomocnika. Zawodnik klubu L'Etoile de Morne-à-l'Eau.

## Kariera
Dimitri Fautrai zawodową karierę rozpoczynał w 2005 roku w czwartoligowych rezerwach Lille OSC.
W 2006 powrócił na Gwadelupę do klubu L'Etoile de Morne-à-l'Eau i występuje w nim do chwili obecnej. Z L'Etoile zdobył mistrzostwo Gwadelupy w 2007.

## Kariera reprezentacyjna
W reprezentacji Gwadelupy Fautrai zadebiutował w 2005. 
W 2011 uczestniczył w Złotym Pucharze CONCACAF. Na turnieju wystąpił w meczu z USA.